# Hubert
Mansnamnet Hubert är ett forntyskt namn sammansatt av två ord som betyder 'håg' och 'ljus'.
Namnet infördes i svenska almanackan 1901, men har aldrig varit populärt i Sverige. Det är inte heller vanligt idag. Sedan 1998 har färre än 10 personer per år fått det som tilltalsnamn.. Den 31 december 2008 fanns det totalt 1 473 personer i Sverige med namnet, varav 368 med det som tilltalsnamn. År 2003 fick 13 pojkar namnet, varav fyra fick det som tilltalsnamn.
Namnsdag: 3 november.

## Personer med Hubert som förnamn
- Hubert de Besche, svensk diplomat
- Hubert Henry Davies, brittisk författare
- Hubert de Givenchy, fransk modedesigner
- Hubert Green, amerikansk golfspelare
- Hubert H. Humphrey, amerikansk vicepresident
- Hubert Kjellberg, verkställande direktör för Nationalencyklopedin
- Hubert Latham, fransk flygpionjär
- Hubert Lärn, svensk journalist och tecknare
- Hubert Norlén, fiktiv figur i Tvillingdeckarna
- Hubert Parry, brittisk musikhistoriker

## Personer med Hubert som efternamn
- André Hubert (1635–1700), fransk skådespelare
- Anthoine Hubert (1996–2019), fransk racerförare
- Gustaf Huberth (1896–1977), militär
- Henri Hubert (1872–1927), fransk religionsforskare
- Isabelle Huppert (född 1953), fransk skådespelerska (fransk form av Hubert)
- Joseph Hubert (1747–1825), fransk botanist och naturforskare
- Konrad Hubert (1507–1577), tysk teolog och psalmförfattare
- Lucien Hubert (1868–1938), fransk politiker och journalist
- Tord Hubert (född 1933), kriminalförfattare, pseudonym för Tord Hubert Lindström